# Болид
Вижте пояснителната страница за други значения на Болид.
Болид (от гръцки βολις) може да означава или космическо тяло, което се сблъсква със Земята, или извънредно ярък, подобен на огнена топка, метеор, независимо от това дали накрая се сблъсква с повърхността.
Самият обект е метеорит, а светлинната следа е метеор (или падаща звезда). Ако метеорът е достатъчно ярък, за да хвърля сенки и експлодира, той е болид. Според друга дефиниция метеорът е болид, ако при преминаването му се чува звук.